# Dagens namn
Dagens namn var ett kort TV-program (ca 1-2 minuter) på TV4. Det sändes mellan reklampauser varje dag, oftast på kvällarna. Programmet hade premiär 1 maj 2000, och pågick i exakt ett år, tills 30 april 2001.

## Programinformation
I programmet förmedlades vilka som hade namnsdag den dagen, namnens betydelse, hur många som bar respektive namn i Sverige och programmet gav även exempel på kändisar med dessa förnamn.
Dagens namn hade en sida på TV4:s webbplats, där man kunde gratulera någon eller några man kände som hade namnsdag. Bland annat genom att skicka videohälsningar och elektroniska namnsdagsvykort.